# 楊宜峰
楊宜峰（1973年7月14日—）為臺灣籃球教練、前運動員，現擔任P. LEAGUE+桃園領航猿球員發展總監與南山高中籃球隊第一助理教練。

## 生平
高中就讀南山商工競逐高中籃球聯賽。1991年代表中油北縣隊參加城市杯國際青年籃賽。大學升學至銘傳管理學院。1992年10月被臺銀男籃網羅。1995年7月轉戰中興電工。1997年10月入伍服役，並代表飛駝隊參加甲組賽事。1999年重返達欣工程。2002年至2005年在華梵大學男籃擔任教練，2006年2月從高中籃球聯賽八強賽起，原南山高中總教練賈凡轉任技術顧問，由楊宜峰接掌兵符，並且在95、96學年度完成二連霸。2010年楊宜峰改執教苗栗興華高中並在乙組賽事奪冠，但只執教一年即離去。2020年12月因原P. LEAGUE+桃園領航猿總教練劉義祥自請離職而代理其職務。2020–21年賽季帶隊繳出10勝14負，例行賽位居第二名。2021年7月鄭志龍出任領航猿總教練。2021年9月楊宜峰確定繼續擔任領航猿助理教練並出任球員發展總監。2022年8月從許時清手中接下南山高中兵符。2024年3月率領南山高中拿下112學年度高中籃球聯賽冠軍。

## 外部連結
- 楊宜峰在fiba.basketball（英语）
- 楊宜峰在Eurobasket.com（教練）（英语）